# Руженцев, Самсон Павлович
Самсо́н Па́влович Ру́женцев (род. 23 октября 2001, Москва) — российский профессиональный баскетболист, играющий на позиции лёгкого форварда.

## Карьера
Руженцев родился в Москве, в детстве занимался большим теннисом и парусным спортом. Начал играть в баскетбол, когда ему было примерно 10 лет.
В пятнадцатилетнем возрасте переехал в США. Там на школьном уровне играл в баскетбол за команду христианской академии Хэмильтон Хайтс. Позже Самсон поступил во Флоридский университет и один год играл за «Флорида Гейторс».
В июле 2021 года Руженцев из-за недостатка игрового времени покинул студенческий баскетбол и подписал контракт с сербским клубом «Мега». В Лиге ABA Самсон провёл 21 матч, в среднем набирая 6,8 очка и делая 3 подбора за 16 минут игрового времени.
В июне 2022 года Руженцев перешёл в ЦСКА. В первом сезоне за команду стал бронзовым призёром Единой лиги ВТБ, бронзовым призёром чемпионата России и серебряным призёром Суперкубка Единой лиги ВТБ. Его средняя статистика в матчах Единой лиги ВТБ составила 6,3 очка и 2,3 подбора. В период выступлений за ЦСКА до аренды в «Парму» несколько раз набирал сотое очко команды, и по сложившейся в ЦСКА традиции покупал пончики для всей команды.
В июне 2024 года Руженцев перешел в «Парму» в аренду до конца сезона. 22 декабря 2024 года набрал 26 очков и сделал 4 передачи в победной встрече с «Самарой» (81:73), установив личный рекорд результативности. Обновил личный рекорд результативности во встрече плей-офф против «Зенита» 27 апреля 2025 г., где Руженцев набрал 32 очка.
После окончания сезона 2024/2025 вернулся в ЦСКА и продлил контракт до 2028 года

## Сборная России
В 2019 году Руженцев был вызван в юношескую сборную России (до 18 лет) для участия в чемпионате Европы. По итогам турнира сборная заняла шестое место. В среднем за матч Самсон набирал 12 очков и делал 3 подбора.
В июне 2023 года дебютировал за основную команду сборной России в товарищеском матче против сборной Белоруссии.

## Достижения
- Чемпион Единой лиги ВТБ: 2023/2024
- Бронзовый призёр Единой лиги ВТБ: 2022/2023
- Серебряный призёр Суперкубка Единой лиги ВТБ: 2022
- Чемпион России: 2023/2024
- Бронзовый призёр чемпионата России: 2022/2023